# Месерет Дефар
Месерет Дефар Тола (амх. መሰረት ደፋር) етиопска је атлетичарка, специјалиста за дуге стазе, која се углавном такмичи у дисциплинама трчања на 3.000 и 5.000 метара.
Месерат Дефар је власница светског рекорда у трци на 5000 метара којег је истрчала на митингу Златне лиге у Ослу 2007. Свој стари рекорд поправила је за скоро 8 секунди и он сада износи 14:16,63. Власница је и светског рекорда у трци на 2 миље, постављеног 20. маја 2007. у америчком Карсону у Калифорнији.
Највећи успех каријере јој је титула олимпијске победнице у трци на 5.000 метара из Атине 2004. Осим овог, има још шест златних медаља са светских првенстава на отвореном и у дворани.
Мосерат Дефар је 2007. године од ИААФ проглашена за најбољу атлетичарку света.

## Лични рекорди
| Врста        | Дисциплина     | Време    | Датум              | Место                 | Белешка          |
| ------------ | -------------- | -------- | ------------------ | --------------------- | ---------------- |
| На отвореном | 1.500 метара   | 4:06,12  | 12. мај 2006       | Доха, Катар           |                  |
| На отвореном | 2.000 метара   | 5:45,62  | 8. јун 2008        | Јуџин, САД            |                  |
| На отвореном | 3.000 метара   | 8:24,51+ | 14. септембар 2007 | Брисел, Белгија       |                  |
| На отвореном | Две миље       | 8:58,58  | 14. септембар 2007 | Брисел, Белгија       |                  |
| На отвореном | 5.000 метара   | 14:12,88 | 22. јул 2008       | Стокхолм, Шведска     |                  |
| На отвореном | 10.000 метара  | 29:59,20 | 11. јул 2009       | Бирмингем, Енглеска   |                  |
| На отвореном | 10 км (улично) | 32:08    | 25. фебруар 2007   | Сан Хуан, Порторико   |                  |
| У дворани    | 3.000 метара   | 8:23,72  | 2. фебруар 2007    | Брисел, Белгија       | Светски рекорд   |
| У дворани    | Две миље       | 9:06,26  | 26. фебруар 2009   | Праг, Чешка Република | Најбољи резултат |
| У дворани    | 5.000 метара   | 14:24,37 | 18. фебруар 2009   | Стокхолм, Шведска     | Светски рекорд   |